# Morti il 22 maggio
| Questa pagina contiene informazioni ricavate automaticamente dalle voci biografiche con l'ausilio del template Bio e di un bot. L'aggiornamento è periodico e automatico e ricostruisce completamente la pagina. Se manca una persona in questa lista, sei pregato di non aggiungerla, ma accertati piuttosto che la sua voce biografica contenga il template Bio e che i dati anagrafici siano correttamente compilati. Se il template Bio manca, inseriscilo tu stesso o, in alternativa, metti l'avviso {{tmp\|Bio}} che ne segnala la mancanza. Se i dati riportati sono sbagliati, correggi direttamente la voce biografica; le modifiche saranno visibili in questa lista entro pochi giorni. Per chiarimenti vedi il progetto biografie. La lista contiene solo le 503 persone che sono citate nell'enciclopedia e per le quali è stato implementato correttamente il template Bio. Pagina aggiornata al 5 ago 2025. |

## II secolo(1)
- 192 - Dong Zhuo, politico cinese

## IV secolo(1)
- 337 - Costantino I, imperatore e santo romano (n. 274)

## VI secolo(1)
- 516 - Giovanni II, vescovo greco antico

## VII secolo(1)
- 637 - Lupo di Limoges, vescovo franco

## VIII secolo(1)
- 748 - Genshō, imperatrice giapponese (n. 680)

## X secolo(1)
- 986 - Bovo di Voghera, cavaliere medievale francese

## XI secolo(4)
- 1016 - Jovan Vladimir, principe serbo
- 1033 - Federico III di Lotaringia, conte
- 1067 - Costantino X Ducas, imperatore bizantino (n. 1006)
- 1068 - Go-Reizei, imperatore giapponese (n. 1025)

## XII secolo(4)
- 1112 - Enrico di Borgogna, nobile
- 1115 - Leone Marsicano, cardinale, vescovo cattolico e monaco cristiano italiano
- 1124 - Wiprecht di Groitzsch, nobile tedesco
- 1153 - Atto di Pistoia, abate, vescovo cattolico e santo portoghese

## XIII secolo(2)
- 1224 - Obizzo Fieschi, vescovo cattolico italiano
- 1283 - Gualtiero di Caltagirone, nobile, politico e militare italiano

## XIV secolo(5)
- 1308 - Amedeo II di Ginevra, nobile
- 1310 - Santa Umiltà, religiosa italiana
- 1321 - Mahmud Shah I di Kedah, sovrano malese
- 1355 - Umberto II del Viennois, nobile francese (n. 1312)
- 1386 - Filippo Ruffini, cardinale e vescovo cattolico italiano

## XV secolo(11)
- 1409 - Bianca di Lancaster, principessa inglese (n. 1392)
- 1437 - Jean de Villiers de L'Isle-Adam, nobile e generale francese
- 1455 - Edmund Beaufort, II duca di Somerset, militare inglese (n. 1406)
- 1455 - Andrea da Modena, francescano italiano
- 1455 - Henry Percy, II conte di Northumberland, conte britannico (n. 1393)
- 1457 - Rita da Cascia, religiosa italiana (n. 1381)
- 1458 - Humphrey Stafford, conte di Stafford, nobile inglese (n. 1425)
- 1466 - Stefano Vukčić Kosača, nobile bosniaco (n. 1404)
- 1490 - Edmund Grey, I conte di Kent, nobile e politico inglese (n. 1416)
- 1499 - Pasquale Diaz Garlon, nobiluomo italiano
- 1500 - Pace di Maso del Bombace, architetto e disegnatore italiano (n. 1440)

## XVI secolo(10)
- 1511 - François de Prez, vescovo cattolico svizzero
- 1528 - Orazio Baglioni, nobile e condottiero italiano (n. 1493)
- 1533 - Isabella del Balzo, regina (n. 1465)
- 1538 - John Forest, francescano inglese (n. 1471)
- 1540 - Francesco Guicciardini, scrittore, storico e politico italiano (n. 1483)
- 1545 - Sher Shah Suri, sultano indiano (n. 1486)
- 1553 - Giovanni Bernardi, incisore, medaglista e orafo italiano (n. 1494)
- 1559 - Virgilio Rosario, cardinale e vescovo cattolico italiano (n. 1499)
- 1580 - Giberto VIII da Correggio, militare italiano (n. 1530)
- 1597 - Fabrizio da Correggio, nobile italiano

## XVII secolo(18)
- 1602 - Renata di Lorena, nobile francese (n. 1544)
- 1606 - José de Sigüenza, storico, poeta e teologo spagnolo (n. 1544)
- 1615 - Tsukushi Hirokado, militare giapponese (n. 1548)
- 1625 - Hocazade Esad Efendi, politico ottomano (n. 1570)
- 1638 - Hendrik van den Bergh, militare olandese (n. 1573)
- 1639 - Karel Philips Spierincks, pittore fiammingo
- 1639 - Tiberio Tinelli, pittore italiano (n. 1587)
- 1656 - Domenico Pieratti, scultore italiano (n. 1600)
- 1666 - Kaspar Schott, fisico e matematico tedesco (n. 1608)
- 1667 - Papa Alessandro VII, papa, vescovo cattolico e cardinale italiano (n. 1599)
- 1669 - Philipp Friedrich von Breuner, vescovo cattolico austriaco (n. 1597)
- 1675 - Francesco Ravizza, vescovo cattolico, diplomatico e archivista italiano (n. 1615)
- 1677 - Guglielmo di Baden-Baden, nobile tedesco (n. 1593)
- 1680 - Richard Sawkins, pirata inglese
- 1697 - Louise Boyer, nobildonna francese (n. 1632)
- 1699 - James Bertie, I conte di Abingdon, nobile inglese (n. 1653)
- 1699 - Giovan Battista Boncori, pittore italiano (n. 1643)
- 1699 - Johann Georg Conradi, compositore e direttore d'orchestra tedesco (n. 1645)

## XVIII secolo(17)
- 1718 - Gaspard Abeille, poeta, drammaturgo e abate francese (n. 1648)
- 1725 - Bernardino Castelli, scultore e intagliatore italiano (n. 1646)
- 1729 - Marcantonio III Borghese, III principe di Sulmona, nobile italiano (n. 1660)
- 1740 - John Boyle, II conte di Glasgow, nobile scozzese (n. 1688)
- 1741 - Giuseppe Maria Martelli, arcivescovo cattolico italiano (n. 1678)
- 1745 - François-Marie de Broglie, nobile e militare francese (n. 1671)
- 1750 - Niccolò Bianchini, vescovo cattolico italiano (n. 1689)
- 1755 - Ignazio Bertola, architetto e ingegnere italiano (n. 1676)
- 1775 - Emanuel Philibert von Waldstein-Wartenberg, nobile austriaco (n. 1731)
- 1776 - Jeanne Julie Éléonore de Lespinasse, scrittrice francese (n. 1732)
- 1779 - Jean-Baptiste Dehesse, danzatore e coreografo francese (n. 1705)
- 1781 - Garret Wesley, I conte di Mornington, politico e compositore irlandese (n. 1735)
- 1782 - Federica d'Assia-Darmstadt, principessa tedesca (n. 1752)
- 1786 - Karl Fredrik Mennander, arcivescovo luterano svedese (n. 1712)
- 1794 - Enea Arnaldi, umanista e architetto italiano (n. 1716)
- 1795 - Ewald Friedrich von Hertzberg, politico prussiano (n. 1725)
- 1795 - Friedrich Wilhelm Marpurg, critico musicale, compositore e teorico della musica tedesco (n. 1718)

## XIX secolo(61)
- 1802 - Martha Washington, first lady statunitense (n. 1731)
- 1805 - Benjamin Outram, ingegnere britannico (n. 1764)
- 1807 - Henri Edgeworth de Firmont, presbitero irlandese (n. 1745)
- 1809 - Louis Charles Vincent Le Blond de Saint-Hilaire, generale francese (n. 1766)
- 1821 - Johann Georg Heinrich Feder, filosofo tedesco (n. 1740)
- 1822 - Charles Lefebvre-Desnouettes, generale francese (n. 1773)
- 1825 - Laskarina Bouboulina, patriota greca (n. 1771)
- 1832 - Maria Carolina Ferdinanda d'Asburgo-Lorena, nobile austriaca (n. 1801)
- 1832 - Pierre-Antoine-Augustin de Piis, drammaturgo francese (n. 1755)
- 1839 - Yisroel ben Shmuel di Shklov, rabbino e religioso lituano (n. 1770)
- 1842 - John Harfield Tredgold, farmacista e filantropo britannico (n. 1798)
- 1847 - Vincenzo Menchi, vescovo cattolico italiano (n. 1789)
- 1849 - Maria Edgeworth, scrittrice britannica (n. 1767)
- 1849 - Gerolamo Ramorino, generale italiano (n. 1792)
- 1850 - Vito Buonsanto, letterato e filosofo italiano (n. 1762)
- 1851 - Mordecai Manuel Noah, drammaturgo, diplomatico e giornalista statunitense (n. 1785)
- 1854 - Gioacchina de Vedruna, religiosa spagnola (n. 1783)
- 1856 - Albert Gottfried Dietrich, botanico tedesco (n. 1795)
- 1856 - Augustin Thierry, storico francese (n. 1795)
- 1859 - Edoardo Brunetta d'Usseaux, militare italiano (n. 1816)
- 1859 - Ferdinando II delle Due Sicilie, re (n. 1810)
- 1861 - Giuseppe Macherione, poeta e patriota italiano (n. 1840)
- 1863 - Alberto Cavos, architetto italiano (n. 1800)
- 1864 - Stanislao Campana, pittore italiano (n. 1795)
- 1864 - Aimable Pélissier, generale francese (n. 1794)
- 1867 - Edward Hawkins, numismatico, antiquario e banchiere britannico (n. 1780)
- 1868 - Maria Domenica Brun Barbantini, religiosa italiana (n. 1789)
- 1868 - Julius Plücker, matematico e fisico tedesco (n. 1801)
- 1869 - Jacques Mallet, politico e ingegnere francese (n. 1787)
- 1870 - Lodovico Pasini, geologo e politico italiano (n. 1804)
- 1871 - Friedrich Halm, scrittore e bibliotecario austriaco (n. 1806)
- 1871 - Émilie Pellapra, nobile francese (n. 1806)
- 1871 - Leopoldo IV di Anhalt-Dessau, principe tedesco (n. 1794)
- 1872 - William Marks, religioso e predicatore statunitense (n. 1792)
- 1873 - Carlo Macchi, vescovo cattolico italiano (n. 1802)
- 1873 - Alessandro Manzoni, scrittore, poeta e drammaturgo italiano (n. 1785)
- 1873 - Per Georg Scheutz, avvocato e inventore svedese (n. 1795)
- 1876 - Wilhelm Eduard Albrecht, giurista tedesco (n. 1800)
- 1879 - Johan Peter Aagaard, incisore danese (n. 1818)
- 1879 - Edward Backhouse, filantropo e scrittore inglese (n. 1808)
- 1881 - Friedrich Kasiski, crittografo, militare e archeologo tedesco (n. 1805)
- 1881 - Luigi Melegari, politico, diplomatico e giurista italiano (n. 1805)
- 1883 - Jacques Antoine Charles Bresse, ingegnere francese (n. 1822)
- 1885 - Théodore Ballu, architetto francese (n. 1817)
- 1885 - Victor Hugo, scrittore, poeta e drammaturgo francese (n. 1802)
- 1886 - Heinrich Auspitz, dermatologo austriaco (n. 1835)
- 1886 - Giuseppe Cianciafara, politico italiano (n. 1821)
- 1887 - John Aloysius Blake, politico irlandese (n. 1826)
- 1887 - Honoré Jacquinot, chirurgo e zoologo francese (n. 1815)
- 1888 - Leopold Gondrecourt, generale francese (n. 1816)
- 1888 - Gustav Teichmüller, filosofo tedesco (n. 1832)
- 1889 - Carlo Rusconi, scrittore, politico e traduttore italiano (n. 1812)
- 1889 - William Wright, orientalista inglese (n. 1830)
- 1890 - Luigi Greco Cassia, politico italiano (n. 1815)
- 1891 - Ernst Hähnel, scultore tedesco (n. 1811)
- 1893 - Antonino Bertolotti, scrittore, archivista e storico dell'arte italiano (n. 1834)
- 1895 - Claude-Marie Dubuis, vescovo cattolico francese (n. 1817)
- 1896 - Achille Rasponi Murat, avvocato e politico italiano (n. 1835)
- 1897 - Anne Drummond Home, nobildonna scozzese (n. 1814)
- 1898 - Edward Bellamy, scrittore statunitense (n. 1850)
- 1899 - Carlo Carcano, politico italiano (n. 1823)

## XX secolo(230)
- 1901 - Ludovico Bettoni, patriota e politico italiano (n. 1829)
- 1901 - Gaetano Bresci, anarchico italiano (n. 1869)
- 1901 - Từ Dụ, imperatrice vietnamita (n. 1810)
- 1902 - Alberto di Sassonia-Altenburg, principe tedesco (n. 1843)
- 1908 - John Sparks, politico statunitense (n. 1843)
- 1910 - Jules Renard, scrittore e aforista francese (n. 1864)
- 1912 - Gian Giacomo Felissent, politico, militare e pubblicista italiano (n. 1857)
- 1913 - Guido Bigio, pilota automobilistico e progettista italiano (n. 1881)
- 1915 - Cesare Beruto, ingegnere, architetto e urbanista italiano (n. 1835)
- 1915 - Francesco Grenet, militare e politico italiano (n. 1846)
- 1917 - Glauco Nulli, militare e calciatore italiano (n. 1895)
- 1918 - Lazzaro Donati, banchiere italiano (n. 1873)
- 1918 - Charles James Mott, baritono inglese (n. 1880)
- 1918 - Minot Judson Savage, pastore protestante e saggista statunitense (n. 1841)
- 1918 - Friedrich Seitz, compositore, violinista e insegnante tedesco (n. 1848)
- 1919 - Albert Desbrisay Carter, militare e aviatore canadese (n. 1892)
- 1919 - Tommaso Corsini, nobile e politico italiano (n. 1835)
- 1919 - Hans von Manteuffel-Szoege, militare tedesco (n. 1894)
- 1920 - Hal Reid, sceneggiatore, commediografo e regista statunitense (n. 1863)
- 1922 - Karl August Baumeister, pedagogo, scrittore e filologo classico tedesco (n. 1830)
- 1922 - Carl Teike, compositore tedesco (n. 1864)
- 1923 - Edmund Resch, imprenditore e attivista tedesco (n. 1847)
- 1924 - Viktor Pavlovič Nogin, rivoluzionario e politico russo (n. 1878)
- 1925 - John French, generale e nobile britannico (n. 1852)
- 1925 - Wilhelm Fröhner, archeologo e numismatico tedesco (n. 1834)
- 1925 - Henri Hébrard de Villeneuve, schermidore francese (n. 1848)
- 1926 - Vincenzo Severino, pittore italiano (n. 1859)
- 1927 - Ernst Wullekopf, architetto tedesco (n. 1858)
- 1928 - Carlo Mascaretti, bibliotecario, scrittore e giornalista italiano (n. 1855)
- 1930 - Jean-Francis Auburtin, pittore francese (n. 1866)
- 1932 - Augusta Gregory, scrittrice e drammaturga irlandese (n. 1852)
- 1932 - Angelo Marchesan, religioso, storico e letterato italiano (n. 1859)
- 1933 - Elvira Donnarumma, cantante italiana (n. 1883)
- 1933 - Sándor Ferenczi, psicoanalista e psichiatra ungherese (n. 1873)
- 1935 - Heinrich Dietzel, economista tedesco (n. 1857)
- 1935 - Camillo Garroni Carbonara, politico, diplomatico e prefetto italiano (n. 1852)
- 1936 - Richard James Horatio Gottheil, ebraista statunitense (n. 1862)
- 1937 - Mario Fasulo, militare italiano (n. 1912)
- 1938 - Vittorio Cavalleri, pittore italiano (n. 1860)
- 1938 - William Glackens, pittore statunitense (n. 1870)
- 1938 - Henri Lioret, ingegnere e inventore francese (n. 1848)
- 1938 - Víctor Morales, calciatore cileno (n. 1905)
- 1938 - Jacob Wackernagel, linguista svizzero (n. 1853)
- 1939 - Damiano Ciancilla, militare italiano (n. 1894)
- 1939 - Jiří Mahen, scrittore ceco (n. 1880)
- 1939 - Ernst Toller, drammaturgo e rivoluzionario tedesco (n. 1893)
- 1940 - Luigi Masetti, ciclista italiano (n. 1864)
- 1940 - Charles Montagne, calciatore francese (n. 1889)
- 1941 - John Pendlebury, archeologo britannico (n. 1904)
- 1942 - Domenico Farinati, organaro italiano (n. 1857)
- 1942 - Stjepan Filipović, partigiano jugoslavo (n. 1916)
- 1943 - Helen Taft, first lady statunitense (n. 1861)
- 1944 - Adolf Tortilowicz von Batocki-Friebe, politico tedesco (n. 1868)
- 1944 - Eduard Kanhäuser, calciatore austriaco (n. 1901)
- 1944 - Klaus Detlef Sierck, attore tedesco (n. 1925)
- 1944 - Edwin Tietjens, psichiatra tedesco (n. 1894)
- 1945 - Walter Krüger, generale tedesco (n. 1890)
- 1945 - Ettore Leopardi, imprenditore, politico e nobile italiano (n. 1874)
- 1945 - Margaret Leigh, nobildonna e scrittrice inglese (n. 1849)
- 1946 - Ronald Fangen, scrittore norvegese (n. 1895)
- 1946 - Karl Hermann Frank, politico, generale e criminale di guerra tedesco (n. 1898)
- 1946 - Giacomo Miari, imprenditore, generale e politico italiano (n. 1870)
- 1947 - Edwin Hedley, canottiere statunitense (n. 1864)
- 1947 - Vincenzo Jerace, scultore e decoratore italiano (n. 1862)
- 1947 - Amedeo Obici, imprenditore italiano (n. 1877)
- 1947 - Lloyd Osbourne, scrittore statunitense (n. 1868)
- 1948 - Claude McKay, scrittore e poeta giamaicano (n. 1889)
- 1948 - Carlo Perrier, mineralogista italiano (n. 1886)
- 1948 - Georgios Tsolakoglu, politico e generale greco (n. 1886)
- 1949 - James Vincent Forrestal, politico statunitense (n. 1892)
- 1949 - Hans Pfitzner, compositore e direttore d'orchestra tedesco (n. 1869)
- 1950 - Otto Boehnke, ginnasta e multiplista statunitense (n. 1875)
- 1950 - Giovanni Fabbrici, avvocato e politico italiano (n. 1888)
- 1950 - Alfonso Quiñónez Molina, politico salvadoregno (n. 1874)
- 1952 - Mabel Besant-Scott, teosofa britannica (n. 1870)
- 1952 - Louis Rauch, calciatore, allenatore di calcio e dirigente sportivo svizzero (n. 1880)
- 1952 - Benjamin-Octave Roland-Gosselin, arcivescovo cattolico francese (n. 1870)
- 1953 - Aldo Bizzarri, scrittore e sceneggiatore italiano (n. 1907)
- 1953 - Betto Tesei, pittore italiano (n. 1898)
- 1954 - Chief Bender, giocatore di baseball statunitense (n. 1884)
- 1954 - Hugh Watson, ufficiale britannico (n. 1872)
- 1955 - Fred Allen, montatore e regista statunitense (n. 1896)
- 1955 - Giuseppe Bonfantini, politico italiano (n. 1877)
- 1955 - Kuno-Hans von Both, generale tedesco (n. 1884)
- 1955 - Richard Gallagher, attore statunitense (n. 1891)
- 1955 - Miguel Zamacoïs, scrittore, poeta e giornalista francese (n. 1866)
- 1956 - Samuel Jackson Barnett, fisico statunitense (n. 1873)
- 1956 - Damiano Filia, scrittore, storico e presbitero italiano (n. 1878)
- 1956 - Walther Kossel, fisico tedesco (n. 1888)
- 1956 - Richard Stanton, attore e regista statunitense (n. 1876)
- 1957 - George Bacovia, poeta romeno (n. 1881)
- 1958 - Domenico Cittera, ciclista su strada italiano (n. 1890)
- 1958 - Madelon Székely-Lulofs, scrittrice e traduttrice olandese (n. 1899)
- 1958 - Antonín Vosátka, calciatore boemo (n. 1884)
- 1959 - Antonio Campolo, calciatore e allenatore di calcio uruguaiano (n. 1897)
- 1959 - Arturo Collana, giornalista italiano (n. 1894)
- 1959 - Yoshioka Yayoi, medico giapponese (n. 1871)
- 1961 - Edward F. Cline, regista, sceneggiatore e attore statunitense (n. 1891)
- 1961 - Joan Davis, attrice statunitense (n. 1907)
- 1962 - Frosty Cox, allenatore di pallacanestro statunitense (n. 1908)
- 1963 - Ivan Brown, bobbista statunitense (n. 1908)
- 1963 - Allegro Facchini, calciatore italiano (n. 1905)
- 1963 - Friedrich Wilhelm von Lindeiner-Wildau, militare tedesco (n. 1880)
- 1964 - Gian Andreossi, hockeista su ghiaccio svizzero (n. 1902)
- 1964 - Hobart Henley, regista, attore e produttore cinematografico statunitense (n. 1887)
- 1964 - Umberto Merlin, politico italiano (n. 1885)
- 1965 - Heinrich Barth, filosofo svizzero (n. 1890)
- 1966 - Olavi Rove, ginnasta finlandese (n. 1915)
- 1966 - Andreas Rumpf, archeologo tedesco (n. 1890)
- 1967 - Aleksej Aleksandrovič Balandin, chimico sovietico (n. 1898)
- 1967 - Andrej Vladimirovič Frolov, regista cinematografico sovietico (n. 1909)
- 1967 - Willie Hall, calciatore inglese (n. 1912)
- 1967 - Langston Hughes, poeta, scrittore e drammaturgo statunitense (n. 1901)
- 1967 - Josip Plemelj, matematico sloveno (n. 1873)
- 1968 - Erik Friborg, ciclista su strada svedese (n. 1893)
- 1968 - Daniel Marsh, politico statunitense (n. 1880)
- 1969 - Nisa, paroliere e disegnatore italiano (n. 1910)
- 1969 - Angelo Scalpati, politico e giornalista italiano
- 1970 - Delia Akeley, esploratrice statunitense (n. 1875)
- 1970 - Goodwin Knight, politico statunitense (n. 1896)
- 1970 - Gojmir Anton Kos, pittore sloveno (n. 1896)
- 1971 - Rookie Brown, cestista statunitense (n. 1925)
- 1971 - Bruno Castellarin, politico italiano (n. 1908)
- 1971 - Henri Dessens, fisico e meteorologo francese (n. 1911)
- 1971 - Valentino Orsolini Cencelli, politico e agronomo italiano (n. 1898)
- 1972 - Jacopo Comin, regista e sceneggiatore italiano (n. 1901)
- 1972 - Cecil Day-Lewis, poeta, scrittore e traduttore britannico (n. 1904)
- 1972 - Bernabé Ferreyra, calciatore argentino (n. 1909)
- 1972 - Margaret Rutherford, attrice britannica (n. 1892)
- 1972 - Andor Szende, pattinatore artistico su ghiaccio ungherese (n. 1886)
- 1973 - Melpō Axiōtī, scrittrice greca (n. 1905)
- 1973 - Harry Baird, calciatore nordirlandese (n. 1913)
- 1973 - Olindo Bitetti, pallanuotista, calciatore e giornalista italiano (n. 1886)
- 1973 - Sineo Gemignani, pittore italiano (n. 1917)
- 1973 - James McBratney, criminale statunitense (n. 1941)
- 1973 - Giuseppe Olivieri, ciclista su strada e pistard italiano (n. 1889)
- 1973 - Massimo Rocca, giornalista e politico italiano (n. 1884)
- 1973 - Silvio Scionti, pianista italiano (n. 1882)
- 1973 - Şehzade Osman Füad, principe ottomano (n. 1895)
- 1975 - Lefty Grove, giocatore di baseball statunitense (n. 1900)
- 1975 - José Guillamón, calciatore spagnolo (n. 1915)
- 1975 - John Baptist Rosenthal, missionario e vescovo cattolico tedesco (n. 1903)
- 1975 - Remo Teglia, medico e scrittore italiano (n. 1913)
- 1976 - Oscar Bonavena, pugile argentino (n. 1942)
- 1976 - Giovanni Puerari, calciatore italiano (n. 1903)
- 1976 - Salvatore Pugliatti, giurista italiano (n. 1903)
- 1976 - Imerio Testori, pilota motociclistico italiano (n. 1950)
- 1977 - Ethel Barrymore Colt, attrice teatrale e soprano statunitense (n. 1912)
- 1977 - Hampton Hawes, pianista statunitense (n. 1928)
- 1977 - Adolf Wamper, scultore tedesco (n. 1900)
- 1977 - Gijs van Hall, banchiere e politico olandese (n. 1904)
- 1978 - Colin Hannah, generale e politico australiano (n. 1914)
- 1978 - Lucia Morpurgo Rodocanachi, traduttrice italiana (n. 1901)
- 1979 - Henri Guissou, politico e diplomatico burkinabé (n. 1910)
- 1979 - Kurt Jooss, ballerino e coreografo tedesco (n. 1901)
- 1980 - Guido Cristoffanini, compositore di scacchi italiano (n. 1908)
- 1980 - Italo Fratezzi, allenatore di calcio e calciatore brasiliano (n. 1906)
- 1980 - Fernando Lancioni, allenatore di calcio e calciatore italiano (n. 1909)
- 1981 - Henri Brasseur, pittore e fotografo belga (n. 1918)
- 1981 - Anker Hansen, calciatore norvegese (n. 1902)
- 1981 - Michael Kmit, pittore ucraino (n. 1910)
- 1981 - Boris Sagal, regista, produttore televisivo e sceneggiatore statunitense (n. 1923)
- 1982 - Aleksandr Iosifovič Gerbstman, compositore di scacchi russo (n. 1900)
- 1982 - Jay L. Lush, genetista statunitense (n. 1896)
- 1982 - Hans Mock, calciatore austriaco (n. 1906)
- 1982 - Angelo Sansoni, calciatore italiano (n. 1894)
- 1982 - Cevdet Sunay, politico turco (n. 1899)
- 1983 - Guido Bisori, avvocato e politico italiano (n. 1902)
- 1983 - Albert Claude, medico belga (n. 1899)
- 1983 - Goliardo Gelardi, calciatore brasiliano (n. 1906)
- 1983 - Giacomo Samuele Mazzoli, politico italiano (n. 1920)
- 1983 - Maria Augusta di Anhalt, nobile tedesca (n. 1898)
- 1984 - Rambhai Barni, thailandese (n. 1904)
- 1984 - Aurelius Battaglia, illustratore e animatore statunitense (n. 1910)
- 1984 - Karl-August Fagerholm, politico finlandese (n. 1901)
- 1984 - Laurent Grimmonprez, calciatore belga (n. 1902)
- 1984 - Francesco Pomi, calciatore italiano (n. 1905)
- 1984 - Luigi Ragno, avvocato e politico italiano (n. 1899)
- 1985 - Karl-Adolf Hollidt, generale e criminale di guerra tedesco (n. 1891)
- 1985 - Alister Hardy, biologo inglese (n. 1896)
- 1985 - Gian Mario Pollero, pittore italiano (n. 1911)
- 1985 - Wolfgang Reitherman, animatore, regista e produttore cinematografico tedesco (n. 1909)
- 1985 - Gábor von Vaszary, scrittore e sceneggiatore ungherese (n. 1897)
- 1986 - Martin Gabel, attore statunitense (n. 1912)
- 1986 - James Gentle, calciatore statunitense (n. 1904)
- 1986 - Paolo Ricci, pittore, politico e giornalista italiano (n. 1908)
- 1986 - ʿUmar al-Tilmisānī, politico egiziano (n. 1904)
- 1987 - Thornton Freeland, regista e sceneggiatore statunitense (n. 1898)
- 1987 - Milan Lajčiak, scrittore, giornalista e traduttore slovacco (n. 1926)
- 1987 - Mario Zafred, compositore e critico musicale italiano (n. 1922)
- 1988 - Giorgio Almirante, politico italiano (n. 1914)
- 1988 - Jules Gales, calciatore lussemburghese (n. 1924)
- 1988 - Ulderico Meanti, calciatore italiano (n. 1916)
- 1989 - Attilio Banfi, calciatore italiano (n. 1909)
- 1989 - Gaetano Morelli, giurista e magistrato italiano (n. 1900)
- 1989 - Gerd Oswald, regista statunitense (n. 1919)
- 1989 - Robert Richardson Sears, psicologo statunitense (n. 1908)
- 1990 - Rocky Graziano, pugile statunitense (n. 1919)
- 1991 - Lino Brocka, regista e sceneggiatore filippino (n. 1939)
- 1991 - Jakob Mil'man, ingegnere ucraino (n. 1911)
- 1991 - Stan Mortensen, calciatore e allenatore di calcio inglese (n. 1921)
- 1992 - Tony Accardo, mafioso statunitense (n. 1906)
- 1992 - Giovanni Enrico Boccella, arcivescovo cattolico italiano (n. 1912)
- 1992 - Renato Cigarini, avvocato, partigiano e antifascista italiano (n. 1901)
- 1992 - Elizabeth David, scrittrice britannica (n. 1913)
- 1992 - Emil Folta, calciatore cecoslovacco (n. 1924)
- 1992 - Zellig Harris, linguista statunitense (n. 1909)
- 1992 - Francesco Sansone, scultore italiano (n. 1903)
- 1993 - Herbert Callen, fisico statunitense (n. 1919)
- 1993 - Artur Iosifovič Vojteckij, regista sovietico (n. 1928)
- 1993 - Carl Johan Wachtmeister, schermidore svedese (n. 1903)
- 1994 - Norman Read, marciatore neozelandese (n. 1931)
- 1995 - Carlo Cavalli, politico italiano (n. 1923)
- 1995 - Robert Flemyng, attore britannico (n. 1912)
- 1995 - Claude Itzykson, fisico francese (n. 1938)
- 1995 - Adriano Magi-Braschi, generale italiano (n. 1917)
- 1995 - Abelardo Menéndez, schermidore cubano (n. 1928)
- 1997 - Myrtle Claire Bachelder, chimica statunitense (n. 1908)
- 1997 - Alziro Bergonzo, architetto e pittore italiano (n. 1906)
- 1997 - Donald Curtis, attore statunitense (n. 1915)
- 1997 - Virgilio Dagnino, scrittore, giornalista e banchiere italiano (n. 1906)
- 1997 - Alfred Hershey, genetista statunitense (n. 1908)
- 1997 - Renzo Montagnani, attore e doppiatore italiano (n. 1930)
- 1998 - Alfonso Beretta, vescovo cattolico italiano (n. 1911)
- 1998 - Yull Brown, ingegnere bulgaro (n. 1922)
- 1998 - Domenico Cantatore, pittore, illustratore e scrittore italiano (n. 1906)
- 1998 - Pietro Castignani, allenatore di calcio e calciatore italiano (n. 1924)
- 1998 - John Derek, regista, attore e fotografo statunitense (n. 1926)
- 1998 - Mario Rossi, calciatore italiano (n. 1935)
- 1999 - Leonid Zagorujko, compositore di scacchi russo (n. 1923)

## XXI secolo(132)
- 2001 - Giuseppe Alessandrini, politico italiano (n. 1923)
- 2001 - Lorez Alexandria, cantante statunitense (n. 1929)
- 2001 - Giulio Donnini, attore italiano (n. 1924)
- 2001 - Jenő Fock, politico ungherese (n. 1916)
- 2001 - Vincenzo Guidotti, pittore, incisore e poeta italiano (n. 1913)
- 2001 - George Hamilton, calciatore scozzese (n. 1917)
- 2001 - Leamon King, velocista statunitense (n. 1936)
- 2001 - Whitman Mayo, attore statunitense (n. 1930)
- 2002 - Faye Dancer, giocatrice di baseball statunitense (n. 1925)
- 2002 - Dorothy Ferguson, giocatrice di baseball canadese (n. 1923)
- 2002 - Fritz Hippler, regista tedesco (n. 1909)
- 2002 - Alexandru Todea, arcivescovo cattolico e cardinale rumeno (n. 1912)
- 2002 - Enrico Vinci, dirigente sportivo italiano (n. 1915)
- 2002 - Joachim Wichmann, attore e doppiatore tedesco (n. 1917)
- 2002 - Ruth Williams Khama, first lady botswana (n. 1923)
- 2004 - Richard Biggs, attore statunitense (n. 1960)
- 2004 - Mariano Fracalossi, pittore italiano (n. 1923)
- 2004 - Ismenia Pauchard, cestista cilena (n. 1932)
- 2004 - Boris Pavlov, sollevatore sovietico (n. 1947)
- 2004 - Juhani Vellamo, sollevatore finlandese (n. 1912)
- 2004 - Michail Voronin, ginnasta sovietico (n. 1945)
- 2005 - Enio Conti, giocatore di football americano e allenatore di football americano italiano (n. 1913)
- 2005 - Gilbert Kenneth Jenkins, storico e numismatico britannico (n. 1918)
- 2005 - Thurl Ravenscroft, attore, doppiatore e basso statunitense (n. 1914)
- 2006 - Balduin Baas, attore tedesco (n. 1922)
- 2006 - Salvatore Billa, attore italiano (n. 1943)
- 2006 - Eero Salonen, cestista finlandese (n. 1932)
- 2006 - Koichiro Tomita, astronomo giapponese (n. 1925)
- 2007 - Erik Gaardhøje, calciatore danese (n. 1938)
- 2007 - Joseph Planckaert, ciclista su strada belga (n. 1934)
- 2007 - Hejno Iogannović Potter, astronomo russo (n. 1929)
- 2007 - Art Stevens, animatore e regista statunitense (n. 1915)
- 2008 - Harald Fritzsche, calciatore tedesco orientale (n. 1937)
- 2008 - Paolo Giuntella, giornalista e scrittore italiano (n. 1946)
- 2009 - Minna Cammarano, pittrice italiana (n. 1931)
- 2009 - Venerio Cattani, politico e giornalista italiano (n. 1927)
- 2009 - Asle Sjåstad, sciatore alpino norvegese (n. 1930)
- 2009 - Yeo Woon-kay, attrice sudcoreana (n. 1940)
- 2010 - Italo Celoro, attore italiano (n. 1941)
- 2010 - Martin Gardner, matematico, illusionista e divulgatore scientifico statunitense (n. 1914)
- 2010 - Jacques Geninasca, semiologo e pittore svizzero (n. 1930)
- 2010 - Buz Lukens, politico statunitense (n. 1931)
- 2010 - Antonio Marcellini, calciatore italiano (n. 1937)
- 2010 - Howard Post, fumettista statunitense (n. 1926)
- 2011 - Angelo Donelli, psichiatra e educatore italiano (n. 1922)
- 2012 - Guy Bedouelle, presbitero e filosofo francese (n. 1940)
- 2012 - Janet Carroll, attrice statunitense (n. 1940)
- 2012 - Henrik Kalocsai, triplista e lunghista ungherese (n. 1940)
- 2012 - Tex Mueller, cestista statunitense (n. 1916)
- 2012 - Renata Orso Ambrosoli, scrittrice e attrice italiana (n. 1915)
- 2013 - Henri Dutilleux, compositore francese (n. 1916)
- 2013 - Wayne Miller, fotografo statunitense (n. 1918)
- 2013 - Andrea Gallo, presbitero, partigiano e educatore italiano (n. 1928)
- 2013 - Brian Greenhoff, calciatore inglese (n. 1953)
- 2013 - Giancarlo Marchese, scultore e pittore italiano (n. 1931)
- 2013 - Sigurd Schmidt, storico russo (n. 1922)
- 2013 - Giovanni Ivan Scratuglia, attore italiano (n. 1938)
- 2014 - Matthew Cowles, attore, drammaturgo e insegnante statunitense (n. 1944)
- 2014 - Imre Gedővári, schermidore ungherese (n. 1951)
- 2014 - Camillo Pantaleone, giornalista italiano (n. 1947)
- 2014 - Evaristo Sgherri, politico e partigiano italiano (n. 1925)
- 2014 - Józef Świder, compositore e pedagogo polacco (n. 1930)
- 2014 - Dragoljub Velimirović, scacchista serbo (n. 1942)
- 2014 - Bernard Woringer, attore francese (n. 1931)
- 2015 - Renato Corà, politico italiano (n. 1929)
- 2015 - Marques Haynes, cestista statunitense (n. 1926)
- 2015 - Jean-Luc Sassus, calciatore francese (n. 1962)
- 2016 - Magica Aidan, cantante italiana (n. 1955)
- 2016 - Velimir Sombolac, calciatore e allenatore di calcio jugoslavo (n. 1939)
- 2016 - Bertalan Szőcs, schermidore ungherese (n. 1934)
- 2016 - Bata Živojinović, attore e politico serbo (n. 1933)
- 2017 - Jacopo Castelfranchi, imprenditore e dirigente sportivo italiano (n. 1922)
- 2017 - Ugo De Santis, politico e partigiano italiano (n. 1921)
- 2017 - Nicky Hayden, pilota motociclistico statunitense (n. 1981)
- 2017 - Viktar Kuprėjčyk, scacchista bielorusso (n. 1949)
- 2017 - Giovanni Lombardi, ingegnere svizzero (n. 1926)
- 2017 - Selena Rocky Malone, attivista australiana
- 2017 - Dina Merrill, attrice statunitense (n. 1923)
- 2017 - Leonhard Nagenrauft, slittinista tedesco occidentale (n. 1938)
- 2018 - Monique Ballue, cestista francese (n. 1927)
- 2018 - Ezola Foster, scrittrice e politica statunitense (n. 1938)
- 2018 - Jurij Kucenko, multiplista sovietico (n. 1952)
- 2018 - Philip Roth, scrittore statunitense (n. 1933)
- 2018 - Daniela Samulski, nuotatrice tedesca (n. 1984)
- 2018 - Artur Stolz, cestista tedesco (n. 1932)
- 2018 - Angelo Vanzin, canottiere italiano (n. 1932)
- 2018 - Roland Wommack, schermidore statunitense (n. 1936)
- 2019 - Ahmad Shah di Pahang, sovrano malaysiano (n. 1930)
- 2019 - Valentino Battisti, cestista italiano (n. 1959)
- 2019 - Tony Gennari, cestista statunitense (n. 1942)
- 2019 - Joar Hoff, dirigente sportivo, allenatore di calcio e calciatore norvegese (n. 1939)
- 2019 - Flaminia Jandolo, attrice, doppiatrice e direttrice del doppiaggio italiana (n. 1930)
- 2019 - Judith Kerr, scrittrice, illustratrice e sceneggiatrice tedesca (n. 1923)
- 2019 - Wilfredo Peláez, cestista uruguaiano (n. 1930)
- 2019 - Maurizio Torrini, storico della filosofia italiano (n. 1942)
- 2020 - Bruno Astesana, musicista italiano (n. 1953)
- 2020 - Ashley Cooper, tennista australiano (n. 1936)
- 2020 - Denise Cronenberg, costumista canadese (n. 1938)
- 2020 - Mory Kanté, cantante e musicista guineano (n. 1950)
- 2020 - Albert Memmi, scrittore, saggista e sociologo tunisino (n. 1920)
- 2020 - Miljan Mrdaković, calciatore serbo (n. 1982)
- 2020 - Cristina Pezzoli, regista teatrale italiana (n. 1963)
- 2020 - Luigi Simoni, calciatore, allenatore di calcio e dirigente sportivo italiano (n. 1939)
- 2020 - Ernő Sitku, cestista e allenatore di pallacanestro ungherese (n. 1972)
- 2020 - Jerry Sloan, cestista e allenatore di pallacanestro statunitense (n. 1942)
- 2021 - Francesc Arnau, calciatore spagnolo (n. 1975)
- 2021 - Jeanne Bot, supercentenaria francese (n. 1905)
- 2021 - Jorge Larrañaga, avvocato e politico uruguaiano (n. 1956)
- 2021 - Yuan Longping, agronomo cinese (n. 1930)
- 2021 - Robert Marchand, ciclista francese (n. 1911)
- 2021 - Kōstas Papadīmas, cestista greco (n. 1932)
- 2021 - Mario Vascellari, cestista italiano (n. 1951)
- 2022 - Paolo Arrigoni, politico italiano (n. 1957)
- 2022 - Mario Birardi, politico italiano (n. 1930)
- 2022 - Teresa Buongiorno, scrittrice, storica e autrice televisiva italiana (n. 1930)
- 2022 - Hazel Henderson, economista inglese (n. 1933)
- 2022 - Takashi Ishii, regista, sceneggiatore e fumettista giapponese (n. 1946)
- 2022 - Dervla Murphy, avventuriera irlandese (n. 1931)
- 2022 - Miro Silvera, scrittore, poeta e traduttore italiano (n. 1942)
- 2022 - Peter Lamborn Wilson, filosofo, mistico e saggista statunitense (n. 1945)
- 2023 - Chas Newby, bassista inglese (n. 1941)
- 2023 - Domenico Sudano, politico italiano (n. 1940)
- 2023 - Zheng Zhenyao, attrice cinese (n. 1936)
- 2024 - Gaetano Di Vaio, regista, produttore cinematografico e sceneggiatore italiano (n. 1968)
- 2024 - Marie-France Garaud, politica, magistrato e avvocato francese (n. 1934)
- 2024 - Darryl Hickman, attore e insegnante statunitense (n. 1931)
- 2024 - Luca Vannini, disegnatore e fumettista italiano (n. 1961)
- 2024 - David Wilkie, nuotatore britannico (n. 1954)
- 2025 - Burgl Färbinger, sciatrice alpina tedesca (n. 1945)
- 2025 - Mark Jones, rugbista a 13 e rugbista a 15 britannico (n. 1965)
- 2025 - Alfredo Palacio, politico ecuadoriano (n. 1939)
- 2025 - Pippa Scott, attrice statunitense (n. 1935)

## Senza anno specificato(3)
- Quiteria, santa
- Romano di Subiaco, religioso italiano
- Giovanni da Parma, religioso italiano